# Зюльцеталь (Бёрде)
Зюльцеталь (нем. Sülzetal) — община в Германии, в земле Саксония-Анхальт.
Входит в состав района Бёрде. Население составляет 9313 человек (на 31 декабря 2010 года). Занимает площадь 103,64 км².
Коммуна подразделяется на 8 сельских округов.